# 木村央志
木村 央志（きむら なかじ）は、日本のシナリオライター、およびゲームクリエイター。
1959年、京都府京都市生まれ。ホンダに一年勤務した後、天野祐吉が主催するコピーライター養成学校にて学ぶ。コピーライターとして広告代理店で働いた後、1989年より、ソニー・ミュージックエンタテインメントにて主にゲームソフトの開発に携わる。
初めてプロデュースしたPlayStation用ソフト『クーロンズゲート』は、マルチメディア・グランプリ'97など複数の賞にノミネートされた。その後、同作品の開発メンバーを中心とした有限会社是空を立ち上げて独立。1999年、脚本・監督を務めた『プラネットライカ』がエニックスよりリリースされた。是空解散後は、有限会社キムラナカジオフィスを経て、2010年にアンバイ株式会社を設立。「アプリやろうぜ！by GMO」プロジェクトに参加した。
2019年より『クーロンズゲート』の次世代続編『クーロンズリゾーム』の製作を開始する。
2024年、ステージIV A期の下咽頭がんを公表。前年末から寛解を目標に化学放射線療法を始めていることを明かした。

## 担当作品
作品名（発売年、発売会社、プラットフォーム） - 担当箇所 とする。
- 東脳（佐藤理作品）（1994年、ソニー・ミュージックエンタテインメント、Macintosh） - A&Rディレクション[3]
- キリーク・ザ・ブラッド（1994年、ソニー・ミュージックエンタテインメント、PlayStation） - クリエイティブディレクション[4]
- キリーク・ザ・ブラッド2（1995年、ソニー・ミュージックエンタテインメント、PlayStation） - クリエイティブディレクション[4]
- クーロンズゲート（1997年、ソニー・ミュージックエンタテインメント、PlayStation） - 企画・脚本・監督[4]
- プラネットライカ（1999年、エニックス、PlayStation） - 脚本・監督[4]
- 真・女神転生III-NOCTURNE（2003年、アトラス、PlayStation 2） - シナリオ原案、キャラクターおよびイベント設定、マップ構成等[5]
- みんなの★鉄道 by GMO（2010年、GMO、GREE）[6]
- デモンズ・スコア（2012年、スクウェア・エニックス、iOS・Android）[7]
- デモンズゲート 帝都審神大戦 ～東京黙示録編～（2016年、Donuts、iOS・Android） - 原作[8]
- クーロンズリゾーム（2023年、キムラナカジオフィス、Windows・Macintosh） - ゲームデザイン、シナリオ[9]

## 書籍
- ゲームクリエイター作法（2000年、NTT出版）[10]
- デモンズゲート 帝都ノ魔女【単話版】（全5巻）（2017年、マイクロマガジン社）